# Квічаль танімбарський
Квіча́ль танімбарський (Geokichla schistacea) — вид горобцеподібних птахів родини дроздових (Turdidae). Ендемік Індонезії.

## Поширення і екологія
Танімбарські квічалі мешкають на островах Ямдена і Ларат в архіпелазі Танімбар. Вони живуть в нижньому і середньому ярусах вологих рівнинних тропічних лісів, в густих заростях на берегах річок і озер. Зустрічаються невеликими зграйками.

## Збереження
МСОП класифікує стан збереження цього виду як близький до загрозливого. Танімбарським квічалям загрожує знищення природного середовища.